# 佩奇·萨切尔
佩奇·特蕾泽·萨切尔（英語：Paige Therese Satchell；1998年4月13日—），新西兰女子足球运动员，司职前锋，目前效力于伦敦城雌狮足球俱乐部和新西兰国家女子足球队。她曾代表新西兰参加2020年夏季奥林匹克运动会女子足球比赛和2023年国际足联女子世界杯等多场国际赛事。